# Linia kolejowa Uzbiereż – Grodno
Linia kolejowa Uzbiereż – Grodno – linia kolejowa na Białorusi łącząca przystanek Uzbiereż ze stacją Grodno. Część dawnej Kolei Warszawsko-Petersburskiej. Przed II wojną światową położona była w Polsce.
Znajduje się w obwodzie grodzieńskim: w Grodnie oraz w rejonie grodzieńskim. Linia jest jednotorowa. Dawniej istniał również drugi tor, który obecnie jest rozebrany. Linia nie jest zelektryfikowana.